# فرانك مان (لاعب كريكت)
فرانك مان (3 مارس 1888 في المملكة المتحدة - 6 أكتوبر 1964 في المملكة المتحدة) (بالإنجليزية: Frank Mann) هو لاعب كريكت بريطاني وبريطاني (وحمل سابقاً جنسية المملكة المتحدة لبريطانيا العظمى وأيرلندا). شارك مع منتخب إنجلترا للكريكت. أما مع النوادي، فقد لعب مع نادي مقاطعة ميدلسكس للكريكت ‏ ونادي جامعة كامبريدج للكريكيت ‏.

## وصلات خارجية
- فرانك مان على موقع إي آس بي آن كريك إنفو (الإنجليزية)